# Ernst Stephann
Ernst Stephann (* 23. April 1847 in Tauschwitz, Königreich Sachsen; † 14. Januar 1897 auf Schloss Martinskirchen, Landkreis Liebenwerda) war ein deutscher Rittergutsbesitzer und Abgeordneter.

## Leben
Stephann besuchte das Gymnasium in Torgau. Nach dem Abitur begann er an der Friedrich-Wilhelms-Universität zu Berlin Naturwissenschaften zu studieren. 1867 im Corps Marchia Berlin recipiert, zeichnete er sich als Consenior aus. Er wechselte an die Ruprecht-Karls-Universität und wurde 1868 auch im Corps Rhenania Heidelberg aktiv. 1877 übernahm er von seinem Vater Franz Theodor Stephann den Besitz von Schloss Martinskirchen. Er war Mitglied des Kreisausschusses im Landkreis Liebenwerda, Kreisdeputierter und Mitglied des Preußischen Abgeordnetenhauses von 1890 bis zu seinem Tod. Den Deutsch-Französischen Krieg machte er beim 1. Garde-Dragoner-Regiment mit. Für die Deutsche Reichspartei vertrat er ab 1893 den Wahlkreis Regierungsbezirk Merseburg 1 (Landkreis Liebenwerda, Landkreis Torgau) im Reichstag. Er wurde keine 50 Jahre alt.